# Glaucytes aureosignata
Glaucytes aureosignata là một loài bọ cánh cứng trong họ Cerambycidae.